# Новая хронология (Фоменко)
«Но́вая хроноло́гия» (сокращённо НХ) — псевдонаучная концепция радикального пересмотра всемирной истории, созданная группой под руководством академика РАН, математика А. Т. Фоменко. Ряд историков и публицистов относят «Новую хронологию» к такому феномену массовой культуры, как фолк-хистори.
Отвергнута научным сообществом как противоречащая установленным фактам, основанная на фальсификации и подтасовке данных. Методы, аксиомы и гипотезы НХ были неоднократно опровергнуты. В частности, против «Новой хронологии» выступили историки, археологи, лингвисты, математики, физики, астрономы, химики и представители других наук.
В НХ утверждается, что существующая хронология исторических событий в целом неверна, что письменная история человечества значительно короче, чем принято считать, и не прослеживается далее X века нашей эры, а древние цивилизации и государства Античности и раннего Средневековья являются «фантомными отражениями» гораздо более поздних культур, вписанными в историческую летопись из-за неправильного (ошибочного или тенденциозного) прочтения и интерпретации источников. Авторы предлагают собственную реконструкцию истории человечества, в основе которой лежит гипотеза о существовании в Средние века гигантской империи с политическим центром на территории Руси, охватывающей почти всю территорию Европы и Азии (а согласно позднейшим публикациям — даже обе Америки). Противоречия «Новой хронологии» с известными историческими фактами её авторы объясняют глобальной фальсификацией исторических документов.
«Новая хронология» использует более ранние идеи русского революционера, почётного члена АН СССР Н. А. Морозова по глобальному пересмотру хронологии мировой истории, пропагандировавшиеся в 1970-х годах на механико-математическом факультете МГУ М. М. Постниковым. Первоначальный вариант теории был сформулирован в начале 1980-х годов в серии публикаций А. Т. Фоменко и с 1981 года развивается им совместно с Г. В. Носовским при эпизодическом участии других соавторов.
В середине 1990-х годов теория преобразовалась в коммерческий проект. К началу 2011 года по «Новой хронологии» было издано более 100 книг общим тиражом около 800 тысяч экземпляров.

## История термина «Новая хронология» и зарождение теории
Термин «новая хронология» впервые употребил историк Н. М. Никольский в 1925 году, критикуя концепцию народовольца Николая Морозова, опубликованную в его книге «Христос», изданной в 1924 году.
Фоменко и Носовский основывались на идеях Николая Морозова, которые активно критиковались историками. При этом Н. А. Морозов, будучи революционером, в Советской России меньше подвергался критике, а за свои заслуги в естественных науках в 1932 году он был избран почётным академиком по химическому и физико-математическому отделению АН СССР.

## Основные положения «Новой хронологии»

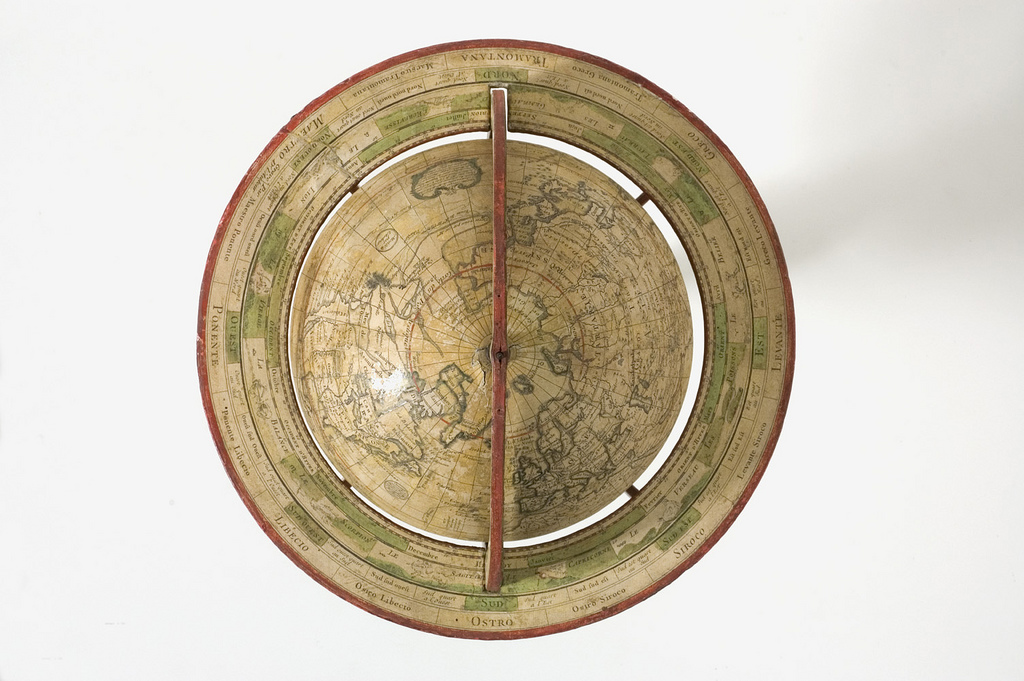
Глобус 1765 г. Одним из аргументов в пользу существовавшей в средние века, по мнению авторов «Новой хронологии», гигантской всемирной «Империи» под управлением русских ханов является то, что на западноевропейских картах вплоть до XIX века большие территории в Азии иногда обозначались как Тартария

- История человечества с приемлемой достоверностью известна лишь начиная с XVIII века. «Новая хронология» полагает, что только с этого времени сохранились подробные и многочисленные исторические источники, достаточные для однозначного восстановления истории. Предполагается, что существенно менее достоверна история IX—XVII веков; письменные источники этих времён, в особенности, ранее XIV—XV века, малочисленны и нуждаются в тщательном исследовании подлинности и анализе содержания, допускающего различные интерпретации. Также предполагается, что никаких достоверных письменных свидетельств ранее IX века не существует, а археологические находки не могут трактоваться однозначно. По мнению «Новой хронологии» письменность возникла не ранее середины 1-го тысячелетия н. э., поэтому более старых письменных источников существовать не может.
- Современная «традиционная» картина существующей хронологии в принципе неверна, за исключением интервала с XVIII века до наших дней. Её ошибочность, согласно «Новой хронологии», вызвана неверной датировкой письменных источников и ненаучным подходом создателей хронологической шкалы к оценке исторического материала. На европейской территории общее летосчисление установилось лишь с XV века, а до этого летописцы использовали либо местные системы летосчисления, либо летосчисление «от сотворения мира» с разными точками отсчета. В результате подавляющее число древних письменных источников, на которые опирается «традиционная история» (термин А. Т. Фоменко и его последователей, часто употребляемый наряду с терминами «традиционная хронология» и «скалигеровская хронология»), датированы неверно.
- Основные события в истории человечества дублировались на страницах хроник в результате переводов, переложений, изложения одних и тех же событий разными летописцами и т. д. «Новая хронология» утверждает, что многие исторические источники, относимые историками к разным периодам, в действительности описывают одни и те же события; из-за различий в описании, языков оригиналов и других деталей они при формировании хронологической шкалы принимались за оригинальные сообщения о различных событиях, датировались и размещались в разных местах хронологической оси, в результате чего в хронологии образовались «дубликаты» или «фантомные отражения» реальных исторических периодов. В результате все исторические события, отнесённые к периоду до IX века, а также значительная часть событий, отнесённых к IX—XV векам, являются дубликатами событий XI—XVII веков.
- Неевропейские цивилизации не настолько древние, как полагает «традиционная хронология». Наиболее древняя часть хроник отдалённых от центра европейской цивилизации государств (Япония, Китай), по мнению «Новой хронологии», представляет собой лишь переведённые когда-то на местные языки европейские летописи, а собственная история этих стран насчитывает не более тысячи лет.
- «Традиционная хронология» фальсифицирована. «Традиционная хронология» не соответствует реальности из-за преднамеренных фальсификаций истории, которые постоянно проводились по заказу или при одобрении различных политических сил. При таких фальсификациях изготавливались подложные документы, уничтожались или правились источники, содержащие нежелательные сведения. По меньшей мере, некоторые из таких фальсификаций были массовыми, согласованными и хорошо организованными, они проводились одновременно во многих странах и привели к тому, что отдельные факты были полностью устранены из письменной истории.

## Аргументация и методы «Новой хронологии»

### Статистический анализ текстов
- Статистическое сравнение летописей. Утверждается, что основные выводы «Новой хронологии» построены на применении новых «эмпирико-статистических» методов сравнения исторических текстов с погодовым изложением (анналов и летописей), которые позволяют выявлять дублирующиеся последовательности событий, относящиеся к разным временам и разным географическим регионам. Авторы заявляют, что таким образом была обнаружена слоистая структура исторических хроник и, в частности, что античные тексты на самом деле описывают средневековые события X—XIII веков нашей эры, а в некоторых случаях и ещё более поздние. Так, например, утверждается, что Ветхий Завет описывает события Средневековья, а некоторые древние хроники Китая и Японии являются дубликатами (переводами на местные языки) европейских хроник, причём нередко гораздо более позднего времени.
- Исторические лица, отнесённые к разным временам, могут быть одними и теми же людьми. Утверждается, что эти методы позволяют выявлять случаи, когда одно и то же лицо именуется по-разному в различных текстах, написанных порой на разных языках. Данная методика была, по заявлению самого Фоменко, проверена на достоверном историческом материале позднего времени и, по его мнению, даёт достоверные результаты.
- Обобщённые результаты применения статистических методов. Весь современный «учебник истории», по выражению авторов, «склеен» из четырёх одинаковых обобщенных хроник, которые образуют «глобальную хронологическую карту». Чтобы его получить, надо взять хронику X—XVI веков новой эры по традиционному летоисчислению, сдвинуть её в прошлое на 330, 1050 и 1800 лет, а затем «склеить», то есть для каждого года выписать события, приходящиеся на этот год во всех четырёх «слоях».

Благожелательное предисловие к первой книге А. Фоменко по «Новой хронологии» написал в 1990 году член-корреспондент РАН, заведующий кафедрой теории вероятностей механико-математического факультета МГУ им. М. В. Ломоносова А. Н. Ширяев. Это предисловие в дальнейшем многократно дублировалось в других изданиях.

### Астрономическое датирование в рамках «Новой хронологии»
- Астрономические данные — способ независимой проверки хронологии. В качестве методики, независимой от исторических интерпретаций, создатели теории предлагают использовать анализ астрономических данных. Изображения звёздного неба нередко встречаются на древних археологических памятниках, что иногда позволяет их датировать. Расчёты группы Фоменко якобы показывают, что эти астрономические изображения не столь древние, как обычно полагают. Аналогичные результаты даёт также анализ текстов, описывающих астрономические явления, такие как лунные и солнечные затмения, вспышки новых звёзд, наблюдение комет, словесные описания взаимного расположения звёзд и планет. Фоменко и соавторы утверждают, что предметы и исторические тексты, датированные ими по астрономическим данным, оказываются созданными не раньше 2-й половины 1-го тысячелетия н. э.
- Анализ «Альмагеста». Одним из наиболее информативных источников античных астрономических данных является звёздный каталог, содержащийся в «Альмагесте» — астрономическом трактате античного александрийского астронома Клавдия Птолемея. Птолемей создал «Альмагест» в середине II века н. э. Однако, по утверждению группы Фоменко, приведённые в каталоге измерения координат звёзд были произведены в интервале от 600 до 1300 года, то есть более чем на 400 лет позже, чем в существующей хронологии. Датировка проведена по собственным движениям звёзд каталога, то есть определено, какое должно было пройти время, чтобы звёзды переместились из положения, отражённого в «Альмагесте», в современное наблюдаемое положение. Для датировки из более чем 1000 звёзд каталога авторы новой датировки выделили всего 8, исключив те, координаты которых предположительно имеют большие ошибки, а также те, которые авторы не смогли идентифицировать однозначно. Они отказались также рассматривать долготы звёзд, которые, по их мнению, измерены гораздо хуже широт и могли быть сфальсифицированы (долготы звёзд из-за эффекта предварения равноденствий однозначно указывают на античный период происхождения каталога). В число исключённых из рассмотрения попали некоторые яркие звёзды, по которым каталог может быть датирован без особых расхождений с существующей хронологией. Описанная методика датирования была проверена на более поздних звёздных каталогах, даты составления которых известны точно, а также на каталогах, искусственно смоделированных с помощью компьютера, и якобы получила подтверждение. Были также сделаны попытки передатировать астрономические явления, описанные в «Альмагесте», такие как лунные затмения, соединения и покрытия планет с Луной и звёздами. В ряде случаев получались поздние датировки, иногда — соответствующие общепринятым. Группа Фоменко считает, что «Альмагест», дошедший до нас лишь в средневековых копиях, был намеренно подправлен при позднейшем копировании, поэтому для его датировки можно использовать только данные, которые не могли быть известны во время редактирования. Те же сведения, по которым «Альмагест» датируется античными временами, являются результатами позднейших расчётов, «задним числом» внесённых в него редакторами.
- Датировки известных древних затмений (см. также Затмения Фукидида). Предтеча «Новой хронологии» Н. Морозов доказывал, что при датировке древних затмений допускались натяжки и неточности, кроме того, историки часто использовали для подтверждения датировки событий затмения, описанные в летописях крайне скупо (без указания на дату, время, место наблюдения, фазу затмения), из-за чего астрономически допустимые варианты таких затмений можно было найти практически в любом веке. Морозовым, а затем группой Фоменко были проверены описания античных и раннесредневековых затмений, собранные в каноне затмений Гинцеля[38], которые содержат достаточно подробную информацию для получения небольшого количества вариантов. Одним из примеров является описание затмений в «Истории» Фукидида, рассказывающей о Пелопоннесской войне, датируемой V в. до н. э. В этом труде достаточно подробно описаны три затмения (два солнечных и одно лунное). Морозов, а за ним Фоменко утверждают, что первое из солнечных затмений Фукидида могло быть только полным, из-за наличия указания, что «даже стали видны звёзды». Между тем в 431 г. до н. э., которым датируется это событие, в Афинах наблюдалось неполное затмение. Расчёты Морозова, дополненные впоследствии Фоменко, дают всего два альтернативных варианта для затмений Фукидида — XI и XII века нашей эры, то есть на 1500 лет позже принятой даты. Перенос Пелопоннесской войны в XI—XII век автоматически переносит туда же и все события, традиционно связываемые с Древней Грецией античных времён. Аналогичным образом передатировка двух затмений из «Истории» Тита Ливия дала X век для одного затмения и два варианта — V или X век для другого, в то время как «традиционная хронология» относит описываемые события ко II в. до н. э.
- Подозрения о правке астрономической информации. Несмотря на заявляемое обилие несоответствий между астрономическими датировками группы Фоменко и существующей хронологией, в подавляющем большинстве случаев астрономическая информация в анналах и хрониках находится в согласии с «традиционными» датами. Сторонники «Новой хронологии» объясняют такие случаи дополнениями документов астрономическими описаниями, рассчитанными апостериори, на основе неточных астрономических моделей, применявшихся в Средневековье.

### Сомнения в существующих естественно-научных методах датирования

#### Дендрохронология
Создатели теории подвергают сомнению как теоретические основания дендрохронологии, так и корректность конкретных датировок, проведённых с её помощью. Они утверждают на основании работ 15-летней давности[прояснить], что метод не может использоваться для датировки европейских артефактов, поскольку возраст самых долгоживущих деревьев не превышает 300—400 лет, непрерывные перекрестные шкалы для всего исторического времени не созданы, а сам дендрохронологический анализ подвержен субъективизму.
Один из самых интересных и разработанных районов дендрохронологических исследований на территории России — район Новгорода Великого. «Новая хронология» отвергает дендрохронологические результаты Б. А. Колчина и Н. Б. Черных, которые в начале 70-х годов XX века составили шкалу для Новгорода и других северных русских городов на основании исследования ширины годовых колец деревьев из раскопанных мостовых и других объектов. Фоменко и Носовский полагают, что новгородская шкала была искусственно приближена к априорным датировкам. Археологи и палеографы опровергают эти голословные обвинения, отмечая, что Новгородская дендрошкала основана на обработке миллионов измерений 12 тысяч стволов деревьев, протянута от IX века до нашего времени и с её использованием уже выполнено более 7000 достоверных датировок.

#### Радиоуглеродный анализ
Отношение авторов «Новой хронологии» к радиоуглеродному методу датирования отличается непоследовательностью. С одной стороны, отвергается объективность и точность метода, а также подавляющее число полученных с его помощью дат. С другой стороны, часть таких датировок, например датировка Туринской плащаницы, признаётся, как выполненная «с добросовестной оценкой точности». Критика метода в книгах А. Т. Фоменко и Г. В. Носовского повторяет рассуждения из реферата М. М. Постникова. В качестве главного аргумента выдвигаются парадоксы Милойчича, показывающие возможность возникновения больших ошибок при некорректном применении радиоуглеродного анализа.

### Сомнения в методах, применяемых историками

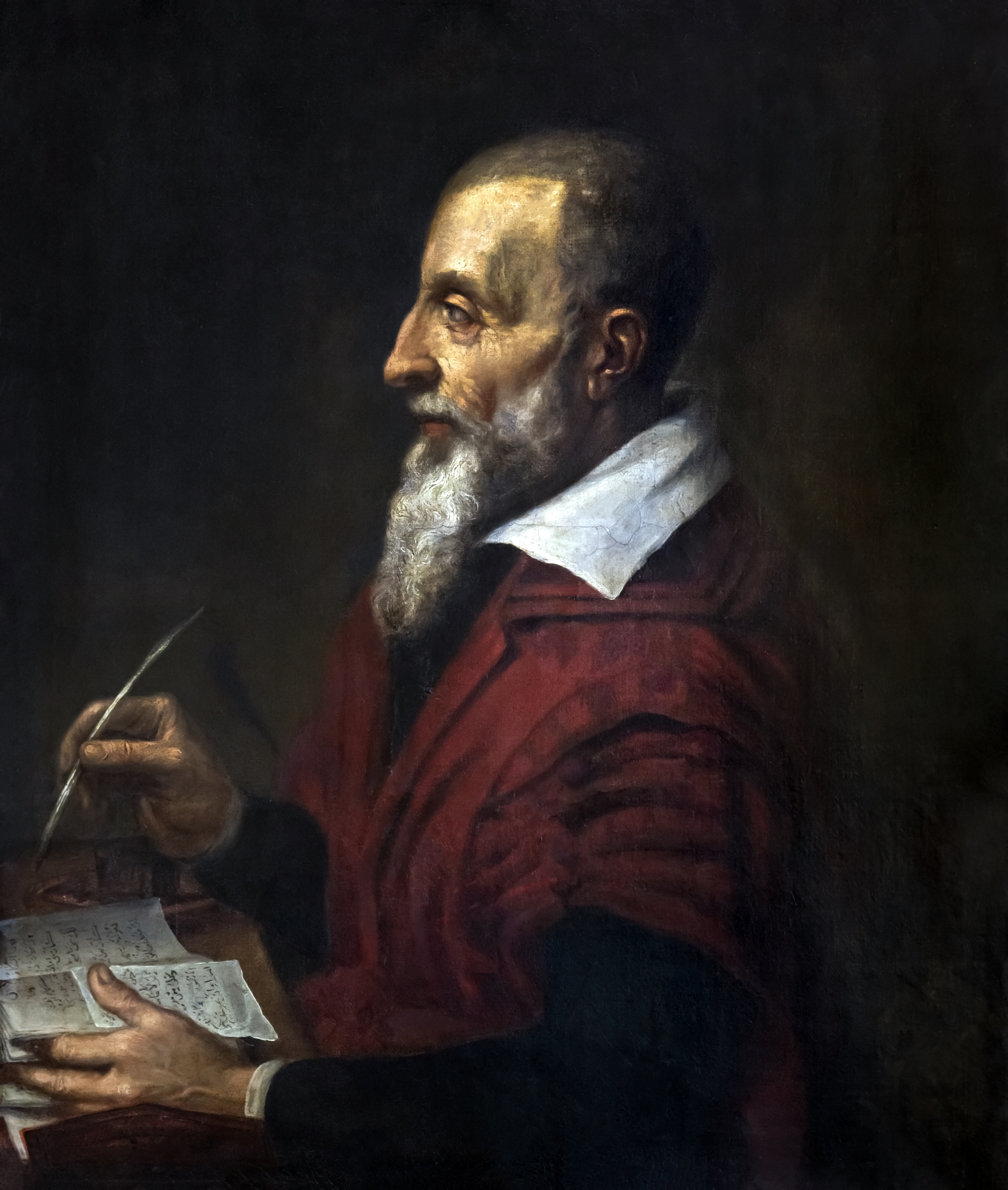
Иосиф Скалигер, основоположник современной исторической хронологии, которую отвергает «Новая хронология»

- Сомнения в правильности основополагающих трудов XVII века. «Новая хронология» утверждает, что современная хронология была в основном сформирована в XVII веке Иосифом Скалигером и Дионисием Петавиусом и с тех пор не подвергалась никакой серьёзной проверке, хотя эти авторы, по словам сторонников «Новой хронологии», использовали ненаучные методы датировки, такие как астрология и нумерология.
- Пренебрежение хозяйственными документами. Вслед за Н. А. Морозовым группа Фоменко утверждает, что «традиционная хронология» основана на летописях и литературных произведениях на историческую тему, но не учитывает массу сохранившихся хозяйственных документов, по которым можно было бы проверить положения существующей хронологии.
- «Порочный круг» датировки предметов. Утверждается, что для проверки хронологии не могут быть использованы принятые в истории и археологии методы датировки предметов и письменных источников (например палеография), так как они сравнивают характеристики датируемого объекта с известными образцами, уже отнесёнными к тому или иному времени по соображениям «традиционной хронологии». Таким образом, возникает порочный круг, в котором критерием правильности «традиционной хронологии» являются её же положения.
- Неправильное использование естественно-научных методов датирования. Разработчики «Новой хронологии» утверждают, что историки зачастую некорректно используют естественно-научные методы датирования, выбирая из набора возможных датировок только те, которые соответствуют «традиционной хронологии».
- Подделки. Утверждается, что многие существующие памятники литературы и материальной культуры созданы по заказу политических сил или коллекционеров, либо модифицированы в новое время в соответствии со сложившимися представлениями. Выявить «старые» подделки очень сложно. Так, можно отличить подлинную рукопись X века от современной подделки, но затруднительно отличить издание античной книги, выпущенное в XVI веке, от оригинального сочинения того же века. В таких случаях, по мнению авторов «Новой хронологии», критерием подлинности часто является соответствие общепринятой исторической модели. Основываясь на нескольких широко известных случаях подделки «старинных» артефактов (в том числе и рукописей), создатели «Новой хронологии» предлагают считать недостоверным значительный массив манускриптов и результатов археологических изысканий. В частности, отрицаются достижения современной историографии и предлагается считать заведомо ложными любые сведения, почерпнутые из манускриптов, подвергавшихся позднейшей правке. Например, отрицается достоверность «Повести временных лет».

### Непрерывность истории научного знания
- Теория утерянных знаний. «Традиционная история» описывает неравномерное накопление научных знаний: сначала в античные времена наука достигла достаточно высокого уровня; затем, в период раннего Средневековья эти знания были почти полностью забыты; однако в эпоху Ренессанса научные знания античности, её история, литература, философия с поразительной быстротой возвратились и повсеместно распространились. Наука перешла к «классической» латыни, архитектура — к «подражаниям античности», и так далее. При этом считается, хранителями (а значит, и переписчиками) античных трудов в течение тысячи лет забвения были монахи-христиане, несмотря на то, что античная культура была для них неприемлема в силу языческого происхождения.
- Могли ли наука и культура восстановиться после тысячелетнего забвения? Авторы теории считают, что такая последовательность событий невозможна. Во-первых, маловероятно, что античные труды могли оставаться в сохранности в течение тысячелетия. Группа Фоменко полагает, что в настоящее время существует очень немного подлинных документов даже всего пятисотлетней давности, тем более недостоверны античные источники, к тому же известные только в позднейших копиях, соответствие которых подлинникам проверить уже невозможно. Во-вторых, поддержание научных знаний возможно только при сохранности научной школы, способствующей передаче знаний от поколения к поколению и помогающей встроить вновь открытые «потерянные» научные знания в существующую систему. Авторы теории утверждают, что в «традиционной истории» научной школы в период Средневековья не существовало, а если так, то крайне затруднительно представить, что знания были восстановлены в результате прочтения древних текстов.
- Средневековая деградация — вымысел. Фоменко и его сторонники считают, что мощная деградация науки, культуры и технологий, произошедшая в период раннего Средневековья, невозможна даже в результате крупных кризисов. Поэтому они полагают, что эти события вымышлены, в действительности же Средневековье — это период начального становления цивилизации, а «античные» работы были созданы в позднем Средневековье и в начале Ренессанса. В качестве доказательства приводится ряд средневековых трудов, в наше время считающихся подражанием «античным образцам» и созданных раньше, чем были найдены предполагаемые «образцы». «Новая хронология» объясняет такие случаи тем, что созданные за два-три века до Скалигера произведения позже были неверно отнесены к гораздо более далёкому прошлому, а их неизвестность в раннем Средневековье пришлось объяснить «потерей» на многие столетия.
- Равномерное накопление знаний по Фоменко. Сторонники «Новой хронологии» считают, что гораздо более логичной по сравнению с общепринятой теорией забывания и вспоминания знаний является схема, в которой наука и культура претерпевают постепенную однонаправленную эволюцию, плавно развиваясь с течением времени. Именно такая схема складывается при принятии исторической картины, построенной по данным «Новой хронологии».

### Анализ истории религии
По мнению Фоменко и Носовского, в «традиционной истории» будто бы считается, что иудаизм, ислам, буддизм, древнегреческое и древнеримское язычество появились и развились относительно независимо, а христианство заимствовало у всех этих религий определённые черты мифологии и культа. К такому «выводу», по версии авторов теории, привели исследования XIX века, якобы обнаружившие большое число параллелей между различными мировыми религиями, а также между христианством и язычеством древних греков и римлян.
«Новая хронология» предлагает своё объяснение предполагаемой схожести религий: она считает, что исторически первой мировой религией было христианство (точнее, то мировоззрение, которому учил Иисус Христос и от которого развилась целая религия), а многие легенды и мифы, слагаемые о Христе, затем были неправильно датированы (например, временем античности). От христианства впоследствии (в XV—XVI веках) «отпочковались» остальные мировые религии. Сторонники «Новой хронологии» считают, что такое предположение более логично, чем гипотезы некоторых исследователей о параллелях или заимствовании христианством элементов культа из буддизма. Современная наука не считает корректными такие гипотезы.

## Критика
«Новая хронология» подверглась развёрнутой критике со стороны ряда учёных, в частности, академика РАН археолога В. Л. Янина, академика РАН лингвиста А. А. Зализняка, члена Бюро Научного Совета РАН по астрономии Ю. Н. Ефремова, ряда других историков, физиков, астрономов и математиков. Академик РАН, Нобелевский лауреат В. Л. Гинзбург, академики Э. П. Кругляков, А. Ф. Андреев, Н. А. Платэ, А. А. Фурсенко, Е. Б. Александров, С. П. Новиков квалифицировали «Новую хронологию» как лженауку.
Работы Фоменко и его сторонников противоречат многим установленным фактам исторической лингвистики (содержащей положения, не зависящие от известной хронологии) и не предлагают адекватной альтернативной теории. Известный лингвист акад. А. А. Зализняк назвал теорию Фоменко «невообразимым нагромождением нелепостей» и критически отозвался об общем уровне лингвистики в работах Фоменко:

Я вынужден сразу же прямо и безоговорочно заявить: лингвистические и филологические построения А. Т. Ф. находятся на уровне самого примитивного и невежественного дилетантизма. Лингвистические ошибки, которые допускает А. Т. Ф., столь грубы, что в математике им соответствовали бы, например, ошибки в таблице умножения.
В отчёте РАН за 2000 год указывается, что в сборнике «История и антиистория» продемонстрирована полная несостоятельность «Новой хронологии». В 2002 году односторонняя дискуссия (№ 12, 1999 г.; № 5, 7 и 9, 2000 г.), ведущаяся в журнале «Вестник РАН», была прекращена, так как редколлегия сочла ошибочность теории А. Т. Фоменко доказанной окончательно (№ 2, 2002 г.).
Ответы авторов «Новой хронологии» на раннюю критику и на последующие критические публикации носили крайне избирательный и ненаучный характер, зачастую сопровождаясь аргументами Ad hominem. От дальнейшей полемики А. Т. Фоменко и Г. В. Носовский устранились.

### Общенаучная
Критики «Новой хронологии» отмечают, что она противоречит фундаментальному требованию ко всякой теории и гипотезе, претендующей на научность: такая теория или гипотеза не должна противоречить данным иных областей науки. Между тем, претендуя на пересмотр выводов исторической хронологии, «Новая хронология» фактически полностью отвергает данные филологии, лингвистики, археологии, истории искусства, палеографии, нумизматики, астрономии и т. д. Критики заявляют, что для объяснения некоторых отдельных фактов (в первую очередь, противоречий с существующими датировками астрономических явлений) она требует отбросить научные теории, описывающие чрезвычайно широкий круг наблюдаемых явлений, не предлагая собственного приемлемого объяснения, и, таким образом, в своём нынешнем виде подпадает под определение лженауки.
Настороженность ряда профессиональных учёных вызывают слишком часто встречающиеся в работах группы Фоменко объяснения фактов, не укладывающихся в их теорию, позднейшими намеренными фальсификациями. Несмотря на то, что фальсификация исторических источников, в принципе, не является невероятной, постоянная эксплуатация этого тезиса придаёт «Новой хронологии» черты «теории заговора», что отрицательно сказывается на доверии к ней. Кроме того, критики отмечают, что масштабы предполагаемой фальсификации очень велики: она должна была охватить практически все страны Старого Света и вовлечь большое количество участников, ни один из которых не проговорился о своей деятельности ни словом. Современные расчёты касательно возможности полного сохранения в тайне какого-либо проекта или собрания при условии необходимости для реализации их целей экономических взаимодействий с внешним миром показали период неразглашения всего в 40-42 дня для современности и не более полугода для X века, что делает любой тайный коллективный сговор с экономической составляющей невозможным в принципе.

### Математическая
Математическая критика отвергает результаты А. Т. Фоменко и соавторов в области статистического анализа исторических текстов. Критики утверждают, что разработанные А. Фоменко статистические методы анализа летописей заведомо некорректны, поскольку при проверке приводят к очевидно неверным результатам, например, отождествлению современной Швеции со средневековым королевством Наваррским. Возражения ad hominem были помещены в книге Фоменко и Носовского «Библейская Русь». Ответ доктора физико-математических наук М. Л. Городецкого и новые примеры применения методики Фоменко, дающей абсурдные результаты, опубликован в книге «История и антиистория. Критика „новой хронологии“ академика А. Т. Фоменко».
С точки зрения общенаучной методологии одним из наиболее тяжких обвинений, ставящих под сомнение научную добросовестность авторов «Новой хронологии», является часто отмечаемая в критике подгонка входных данных методики (например, годов правления, которые отличаются в разных источниках) под ожидаемый результат. Специалисты-антиковеды Л. Маринович и Г. Кошеленко, проанализировав сопоставление «династических струй» античной Римской империи и средневековой Священной Римской империи, по Фоменко совпадающих, пришли к следующему выводу:

Сопоставления и отражения, предложенные нам, совершенно искусственны и основаны только на подтасовках. Абсолютно неудовлетворительны границы периодов, взятых для сопоставления. Среди собственно римских императоров не учтены целых 10. Вставлен 1 император, никогда им не являвшийся. Переставлены по меньшей мере 3 императора. Соединены в одно «отражение» два императора — 4 раза, соединены в одно «отражение» четыре императора — 1 раз. Разница в длительности царствований почти никогда не совпадает, обычная разница — 2 года, иногда она достигает 5 лет.
А. А. Зализняк отмечает, что «основной „династический параллелизм“ в истории Руси, являющийся, согласно А. Т. Фоменко, базой новой хронологии Руси, представляет собой чистую выдумку, основанную на длинной серии грубейших подтасовок реальных летописных данных».

### В области астрономии
Против ключевого аргумента «Новой хронологии» — анализа астрономических событий — выдвигались возражения ряда астрономов; указывались ошибки Фоменко и его предшественника Морозова в интерпретации источников, а также неточности с собственно астрономической точки зрения.
Массированной критике подвергся анализ «Альмагеста» Птолемея. По мнению астрономов-критиков «Новой хронологии», «Альмагест» однозначно опровергает теорию Фоменко, так как содержит 107 датированных астрономических наблюдений, точно соответствующих принятому в классической хронологии времени жизни Птолемея (II век) и цитируемых более ранних астрономов. Критики заявляют, что даже если не пользоваться тем материалом, который мог быть сфальсифицирован с неясной целью, оставшиеся данные подтверждают существующую хронологию. Например, средневековые фальсификаторы не могли знать о движении некоторых звёзд, по которым «Альмагест» также датируется античным временем. Современные точные теории движения Луны и планет не были известны во время предполагаемой фальсификации, поэтому фазы затмений и моменты соединений планет со звёздами, указанные в «Альмагесте», не могли быть вычислены с приведённой в нём точностью. Кроме того, критики указывают, что Фоменко неверно отождествляет многие астрономические явления, упоминавшиеся в «Альмагесте» со схожими событиями более позднего времени. Например, ряд древних лунных затмений (примерно одно из трёх) в результате передатировки сопоставляются с затмениями, которые не могли наблюдаться в Средиземноморье.
Более того, критики утверждают, что при анализе «Альмагеста» была применена прямая подтасовка исходных данных при выделении звёзд, используемых для датировки, авторы «Новой хронологии» целенаправленно отобрали только те, чьи собственные движения в пределах ошибок вычислений могли дать поздние даты, а затем постфактум придумали обоснования для исключения всех остальных звёзд, учёт собственного движения которых даёт с высокой точностью датировку, близкую к существующей.
По поводу затмений Фукидида позиция критиков состоит в следующем. Описание появления звёзд во время первого (кольцеобразного солнечного) затмения триады, фаза которого в Афинах, по современным расчётам, составляла более 80 %, может быть художественным преувеличением автора или относится к Венере, которая в момент затмения (3 августа 431 г. до н. э.) имела блеск, близкий к максимальному. В таких условиях видимости Венера может наблюдаться на дневном небе невооружённым глазом, даже в отсутствие солнечного затмения, а тем более при пятикратном ослаблении солнечного света. Р. Ньютон предположил, что Фукидид мог наблюдать затмение не в Афинах, а во Фракии (его семья владела там золотыми рудниками), где затмение было почти полным — с фазой 0,98. Наконец замечено, что солнечное затмение 1039 года, предлагаемое на роль первого затмения «триады Фукидида», также было кольцеобразным и в Афинах имело даже меньшую фазу (около 70 %), чем затмение 431 г. до н. э. Другие затмения, описанные древними авторами, также убедительно датируются. Безотносительно к вопросу, действительно ли могли быть видны звёзды во время отдельного затмения, обращает на себя внимание сам метод Фоменко: отбрасывая многие совершенно однозначные утверждения источников, как и сами источники, автор проявляет абсолютное и некритическое доверие к произвольно вырванному из такого источника фрагменту — в данном случае описанию неясной степени точности, сделанному неастрономом через много лет после события. Между тем специфика исторических и литературных источников состоит в том, что в них мы имеем дело не с механической фиксацией факта (как, например, на фотографии или профессионально сделанном описании физического явления), а с преломлением факта в индивидуальном и коллективном сознании — работа с таким материалом требует особых методик историко-филологической критики, отличных от методик естественных и точных наук. Описания астрономических явлений в источниках, особенно средневековых, вообще нередко гиперболизированы и даже просто фантастичны. Поэтому, если бы и было доказано, что звёзды не могли быть видны во время затмения 431 г. до н. э. — это бы свидетельствовало о неточности описания Фукидида (активно прибегавшего к «вымышленным речам» и другим риторическим украшениям), но отнюдь не о неверности всей хронологии древней истории.
В целом, по мнению учёных-критиков, практически все описанные в исторических источниках астрономические явления вписываются в известную хронологию. Имеющиеся редкие исключения, вызванные, возможно, случайными ошибками, не дают основания для массированной передатировки всей истории. Например, собственное движение звезды (Арктур) согласуется с «Новой хронологией». Однако в «Альмагесте» координаты соседних с Арктуром звёзд созвездия Волопаса (с малым собственным движением) даны с систематической ошибкой. При поправке движения Арктура на эту ошибку получается результат, подтверждающий существующую хронологию. Утверждается, что «Новая хронология» порождает неизмеримо большие противоречия с историческими описаниями астрономических явлений в источниках.
Теория Фоменко косвенно стимулировала решение одной из проблем истории астрономии. Именно в полемике с Фоменко Ю. А. Завенягин ещё в 1982 г. предложил просчитать время определения координат звезд из каталога «Альмагеста», основываясь исключительно на их собственных движениях, ставших известными лишь в XVIII—XIX веках. В 1989—2000 гг. эта работа была проделана Ю. Н. Ефремовым, Е. Д. Павловской и А. К. Дамбисом и независимо от них М. Л. Городецким (подробнее см. в статье Ю. Н. Ефремова, Бюллетень «В защиту науки» № 2, 2007, с. 100). Результаты показали, что многие звезды наблюдались около II в. до н. э. Таким образом была подтверждена версия, что основная часть «Альмагеста» — результат не собственных наблюдений Птолемея, а пересчета им на свою эпоху данных более раннего каталога Гиппарха.

### В области естественно-научных методов датирования
Критики из среды специалистов по дендрохронологии и радиоуглеродному анализу указывают, что замечания в работах по «Новой хронологии» отражают состояние этих методов на 60—70-е годы XX века, в то время как за последние 50 лет оба метода датирования существенно продвинулись в направлении увеличения точности датировок предметов и исключения зависимости от принятой хронологии.
В частности, в дендрохронологии построены абсолютные шкалы на период от наших дней до 1,2—11 тыс. лет назад по большому массиву географических областей. Дендрохронологические шкалы привязаны к астрономической шкале времени по ныне существующим деревьям возрастом свыше 3 тыс. лет. Поскольку абсолютные дендрошкалы не зависят от принятой исторической хронологии (так как основаны на годовых кольцах деревьев и фиксируются по ныне живущим деревьям), их использование исключает возможность «порочного круга» в датировках. Специалисты по дендрохронологии считают этот метод абсолютно надёжным. Дендрохронологический метод обеспечивает точность датировок в 1 год.
Радиоуглеродный метод откалиброван не только по историческим, но и по дендрохронологическим данным (а также по ленточным отложениям глин в озёрах, по ледниковым слоям и по распаду тория в кораллах). Таким образом, он также является независимым от известной хронологии.
Оба метода широко применяются в датировке исторических предметов и результаты многих тысяч анализов хорошо согласуются с существующей хронологией. Один из недавних примеров: радиоуглеродный метод показал, что «Новгородская псалтирь», в которой упоминается Иисус Христос, датируется концом X — первой половиной XI века, то есть, по версии Фоменко, за 40 (или, согласно поздним работам, за 140) лет до рождения Христа и за сотни лет до предполагаемого «Новой хронологией» появления «Новгорода на Волхове» (и даже гораздо раньше даты, когда, согласно «Новой хронологии», возник отождествляемый ей с Новгородом Ярославль). Для Великого Новгорода составлена абсолютная шкала от наших дней до IX века, которая, как заявляют критики, полностью опровергает построения Фоменко в части новгородской истории.
Кроме указанных методов для датирования исторических памятников успешно применяются также термолюминесцентное датирование, калий-аргоновый метод, палеомагнитный метод, метод гидратации стекла, химическое датирование корок выветривания, датирование рацемизации аминокислот и другие.

### Археологическая, эпиграфическая, папирологическая и нумизматическая

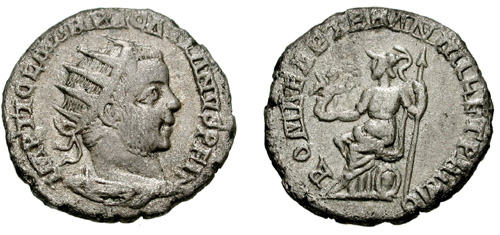
Монета римского узурпатора Пакациана, выпущенная в 1001 году от основания Рима. Надпись на этом антониниане гласит: ROMAE AETER AN MIL ET PRIMO, «Вечному Риму в его тысяча первый год».

Данные археологии «Новой хронологией» попросту отвергаются, как либо произвольно истолкованные, либо фальсифицированные. Между тем, у археологии есть своя строгая методика, а археологический материал поступает в массовых количествах, практически исключающих возможность подделки и также допускающих статистическую обработку, на которой и строятся научные выводы. При раскопках находят большое количество надписей (эпиграфические источники: одних только древнегреческих надписей известно до 100 000), которые подтверждают и детализируют картину, сообщаемую вещественными и нарративными (повествовательными: сочинениями древних историков, писателей и т. п.) источниками, а частично и подтверждают конкретные сообщения древних авторов. Так, на афинской Агоре нашли почти 9 тыс. черепков с процарапанными на них именами видных политических деятелей V в. до н. э. (например, Фемистокла, Аристида Справедливого и др.), что подтвердило как факт исторического существования этих деятелей, так и описываемый древними авторами обычай «суда черепков», или «остракизма».
В качестве важных исторических источников, подтверждающих античную традицию, фигурируют также находимые при раскопках в Египте папирусы. Некоторые произведения античной литературы известны только из античных папирусов (например, «Афинская полития» Аристотеля, комедии Менандра); другие папирусы содержат отрывки из произведений, широко известных из средневековых копий (например, поэм Гомера). Большинство папирусов содержат административные и хозяйственные документы, датированные по годам правления — таким образом в них зафиксированы имена царей, императоров и наместников, известных из нарративных источников, например, Птолемеев, Клеопатры, Августа и т. д.; причём располагаются они в соответствующей хронологической последовательности: ниже всего древнеегипетские, затем греческой эпохи, затем римской, ранневизантийской и наконец — эпохи арабского завоевания. Важнейшими письменными источниками для истории Руси являются новгородские берестяные грамоты. Утверждения, что весь этот огромный материал был подделан со злонамеренными целями, ни на чём не основаны в силу принципиальной невозможности подобной акции. Российский археолог и историк-медиевист В. Л. Янин приводит следующий пример:

Культурные слои Новгорода имеют мощность до 9—10 метров, а в среднем — 4, располагаясь на площади в 240 га. Чтобы учесть количество кубометров культурного слоя, не нужно быть академиком и математиком — кубометров этих около 10 миллионов! Именно столько, если следовать логике Фоменко, переместили зловредные Романовы. А сколько потребно подвод для перевозки такого количества грунта с Волги на Волхов, пусть считает Отделение математики РАН.
Как правило, на древних монетах указывалось государство, имя правителя. Начиная с времён эллинизма встречается указание даты чеканки (царских годов или в той или иной эре). На некоторых монетах римских императоров указывался год чеканки, считая с первого наделения полномочиями народного трибуна. Широко распространилась практика указания даты чеканки на средневековых арабских монетах, а в XV—XVI веках — и в европейских странах, также на русских монетах с XVI века. Древние монеты найдены (и продолжают находиться) в количествах, исключающих возможность подделки. Кроме монет достаточно частыми являются находки печатей, медальонов и других знаков, на которых также указывается имя правителя и даты.

### По пунктам аргументации «Новой хронологии»
Как пример приводится палеография. Между тем, палеография именно и зародилась в XVII веке в связи с появлением научной критики, поставившей под сомнение подлинность древних грамот: «отец» палеографии Мабильон сумел дать отпор критикам и научно доказать принадлежность спорных грамот той эпохе, которой они были датированы. Палеография основана прежде всего на наблюдениях над эволюцией письма, которая носит объективный характер и не зависит от «скалигеровских датировок». Привязки определённого типа письма к определённым хронологическим эпохам также основаны на признаках, которые представляют сами документы, например, по упоминаемым в них правителям и т. д.

Главной задачей палеографии является установление и систематизация хронологических и локальных особенностей письма датированных рукописей для последующей временно́й и территориальной атрибуции рукописей, не имеющих в своём тексте ни прямой даты и указания на место написания, ни косвенных сведений об этом.
Ещё одной проблемой является идея тотальной подделки, демонстрирующей классические признаки теории заговора, которая игнорирует целый ряд немаловажных факторов. Подделать можно только то, что существует в действительности, опираясь при этом на некие реальные же типические признаки: так, можно подделать рубль Петра I, но не рубль Ивана Грозного, потому что Иван Грозный такой монеты не чеканил. Утверждение, что выявить старые подделки невозможно, ни на чём не основано; выявить их даже легче, чем современные, поскольку они изготовлены на более низком уровне, с неизбежным игнорированием фактов (например, палеографических), известных современным учёным, но неизвестных тогдашней науке. Научная критика источников возникла в середине XV века (трактат Лоренцо Валлы «О подложности Константинова дара») именно с выявления средневековой подделки, выдававшейся за античный документ, на основе признаков языка и реалий; с тех пор её методы неуклонно совершенствовались. Но утверждение следующего рода:

<…> Некоторые «древние» исторические источники не выдерживают серьёзной проверки, но всё же историки продолжают им доверять исключительно по традиции. Например, «Повесть временных лет», на сведениях которой в значительной мере основаны представления о древнерусской истории, содержит противоречивые факты и следы более поздних правок. <…>

показывает, что авторы «Новой хронологии» представляют себе работу историка с источниками, как основанную на слепом доверии к ним — то есть вообще не имеют представления о сути исторической науки и её методов. Что касается археологического материала, то он, как указывалось, поступает в массовых количествах. Мысль о том, что его можно подделать, явным образом исходит из наивного представления об археологах как о кладоискателях.

Анализ данной частной статьи, равно как и иных более общих работ А. Т. Фоменко и его сотрудников, показывает, что мы сталкиваемся с полным игнорированием ими базовых археологических подходов вроде относительного датирования, стратиграфии и иных. Беремся определённо утверждать, что авторы не имеют сколько-нибудь ясного представления об арсенале основных методов археологической науки и возможностях каждого из них.

## Превращение в явление массовой культуры
В 1990—2000-е годы публикации по «Новой хронологии» превратились в издательский проект, ориентированный на широкие массы читателей и не связанный с научной деятельностью.
Многочисленные книги Фоменко и соавторов этого периода посвящены уже в основном детализации и развитию якобы уже полученных с помощью точных методов «реконструкций» событий мировой истории, совершенно открыто не содержа «никакой математики и никакой астрономии», с опорой на дилетантские суждения о сходстве слов и явлений, с игнорированием профессиональной критики. Авторы при этом оговариваются, что их отождествления названий не имеют самостоятельной доказательной силы (таковую имеет только якобы «твёрдо установленная» хронология), однако посвящают именно таким отождествлениям большую часть своих книг с целью привлечь массового читателя, поскольку они являются «фактически единственным основанием для их баснословных геополитических утверждений». При этом часто авторы предлагают неподготовленному читателю самому, например, искать на древней карте схожие названия, отождествлять их и делать выводы из этих сопоставлений, что представляет собой фактическое отрицание лингвистики и исторической географии как наук, а также прямую агитацию к расширению псевдонаучной деятельности.
Для этих публикаций характерна всё более и более нарастающая «явная и грубая тенденциозность», а именно возвеличивание прошлого Руси. Если в ранних работах Фоменко речь о всемирной русской державе ещё не шла, то уже «Империя» (1996) говорит о контролировавшем почти всю Евразию «русско-ордынском» государстве и содержит многочисленные намёки на современность и недавнее прошлое (прямо проводятся аналоги между «ордынским» государством и СССР; отряды, размещённые якобы Ордой в Европе, именуются «Западной группой войск»); историк-медиевист Д. Э. Харитонович называет эту реконструкцию «фашистским мифом». В книгах 2000-х годов «Великая русская империя» предстаёт всемирным государством, которое якобы владело также всей Америкой и затем было развалено подрывными действиями мятежного Запада.
Для поздних работ Фоменко характерно, наряду с игнорированием замечаний критики по существу, также такая своеобразная реакция на неё, как изложение нарочито нелепых утверждений, предлагаемых критиками в порядке reductio ad absurdum, в новых работах уже всерьёз и от своего лица, а также усиление собственных прежних утверждений так, что они ещё более явно противоречат научным данным. Так, содержащиеся в критической статье А. А. Зализняка 2000 года примеры абсурдных выводов, аналогичных «Новой хронологии» («русская» этимология названий Персии, Сирии, Ассирии, этрусков, ряда западноевропейских названий, утверждение о русских как древнем населении Южной Америки), в книге Фоменко 2005 года «Старые карты Великой Русской империи» приводятся всерьёз. В ответ на критику, согласно которой латынь было невозможно изобрести в Средние века на базе новых языков, Фоменко теперь повторяет это утверждение, датируя «изобретение» латыни уже XVII веком, но ещё и добавляет, что тогда же были изобретены «на базе славянского языка Империи» и сами новые романские и германские языки — французский, немецкий, испанский и английский, — а до этого века якобы соответствующие народы говорили по-славянски. В ответ на критику о невозможности «забвения» событий вплоть до XVI—XVII веков в результате совместных действий фальсификаторов в работах по «Новой хронологии» середины 2000-х годов уже говорится, что события второй половины XVIII века — восстание Пугачёва и война за независимость США, по которым сохранилось огромное количество документов, — были войнами с участием «ордынской» Руси, которая якобы существовала до этого времени и контролировала Сибирь и Северную Америку. Такие приёмы — «на обвинение в абсурде с полной решительностью отвечать ещё большим абсурдом» — являются эффективным психологическим рекламным ходом для некритичного читателя.

### Музей
С середины 2010-х поклонники и апологеты теории Фоменко и Носовского предпринимали попытки создать музей «Новой хронологии», но не могли найти исполнителя: московская компания, специализирующаяся на создании музейных экспозиций, отказалась поддерживать лженауку и не стала выполнять их заказ. Однако 29 декабря 2019 года музей, посвящённый «Новой хронологии», открылся в одном из исторических зданий Ярославля. Экспозиция музея расположена на трёх этажах исторической усадьбы князя И. А. Куракина на Волжской набережной. Основными его экспонатами являются не предметы материальной культуры, а мультимедийные инсталляции лженаучной теории. В 14-ти залах музея посетителям представлена псевдоисторическая реконструкция событий мировой истории, созданная на основе идей «Новой хронологии». Известие об открытии «музея» вызвало возмущение научного сообщества. Так, Евгений Пчелов, доцент историко-архивного института РГГУ, охарактеризовал это событие как профанацию науки и истории, а также как дискредитацию понятия «музей». Историк, профессор ВШЭ Александр Каменский назвал экспозицию мошенничеством.

### Фильмы
На основе книг Фоменко создан цикл фильмов «История: наука или вымысел?», направленных на популяризацию и преподнесение теории в доступном для «простого обывателя» виде.
- 2009 — «Русь-Орда» — документальный видеофильм по книге Юрия Елхова «А было ли на Руси татаро-монгольское иго». Автор сценария и режиссёр Юрий Елхов, оператор Виктор Красноярский, продюсер Степан Молот. Кинокомпания «Годлэнд Пикчерз» (Россия).
- 2009—2011 — «История: наука или вымысел?» (цикл из 24 фильмов). Кинокомпания «Годлэнд Пикчерз».
- 2012 — «Мистификация. Несуществующее тысячелетие» — документальный видеофильм (63 минуты) о Новой хронологии. Автор сценария, режиссёр, оператор и продюсер — Юрий Елхов (индивидуальный проект, Минск).

## Общественное мнение
С середины 1990-х годов «Новая хронология» приобрела популярность в России и известность за рубежом. Появились и публикации многочисленных подражателей, теории которых часто противоречат друг другу и заключениям группы Фоменко.
По мнению доктора исторических наук, ведущего научного сотрудника Института славяноведения РАН, профессора СПбГУ С. А. Иванова и члена-корреспондента РАН, главного научного сотрудника ИМЛИ РАН, профессора РГГУ, доктора филологических наук А. Л. Топоркова, «Новая хронология» должна была входить в сферу интересов Комиссии по противодействию попыткам фальсификации истории в ущерб интересам России. Иного мнения придерживался член Комиссии, доцент МГУ, депутат Государственной Думы С. А. Марков, называя книги Фоменко «художественным вымыслом».
В поддержку «Новой хронологии» высказывались: логик и социолог А. А. Зиновьев, писатель и политический деятель Э. В. Лимонов. Академик А. Н. Колмогоров однажды высказал мнение, что Морозов, Постников и Фоменко вместе со своими последователями, возможно, правы и современные представления о древних исторических событиях и датировках могут быть ошибочными.
Неприятие работ Фоменко выражали многие известные личности: от ультралиберальной В. И. Новодворской до идеолога почвенничества В. В. Кожинова.
В октябре 2010 года Русская православная старообрядческая церковь (её прихожанином являлся Г. В. Носовский, постоянный соавтор Фоменко) осудила учение «Новой хронологии» и признала его несовместимым с православной верой. Негативное отношение к «Новой хронологии» высказывали и представители Русской православной церкви.
Известный шахматист и политик Г. К. Каспаров поддержал авторов «Новой хронологии» и в 1999 году написал пространное предисловие к книге Фоменко и Носовского «Введение в Новую Хронологию. (Какой сейчас век?)». В дальнейшем он неоднократно в печати и в интервью заявлял, что сомневается в правильности существующей хронологии исторических событий. По словам его тренера А. С. Никитина, в течение какого-то времени Каспаров даже финансировал группу Фоменко, потом разочаровался и перестал её поддерживать.
Писатель А. А. Бушков, поддержавший выводы «Новой хронологии» по истории монголо-татарского ига в своей вышедшей в 1996 году книге «Россия, которой не было», впоследствии также поменял своё отношение к теории Фоменко на отрицательное.
В 2004 году за серию книг по «Новой хронологии» создателям теории была присуждена антипремия «Абзац» в номинации «Почётная безграмота» — за «особо циничные преступления против российской словесности».

### Статьи
Опущены препринты, тезисы докладов конференций, труды семинаров, нецентральные издания
1. Фоменко А. Т. Некоторые статистические закономерности распределения плотности информации в текстах со шкалой // Семиотика и информация. М.: ВИНИТИ.- 1980.- вып. 15.- стр. 99-124.
2. Фоменко А. Т. Методика распознавания дубликатов и некоторые приложения // Доклады АН СССР.- 1981.- Т. 258.- № 6.- стр. 1326—1330.
3. Fomenko A.T. The jump of the second derivative of the Moon’s elongation // Celestial Mechanics.- 1981.- V.29.- P. 33-40.
4. Фоменко А. Т. Новая эмпирико-статистическая методика упорядочивания текстов и приложения к вопросам датировки // Доклады АН СССР.- 1983.- Т. 268.- № 6.- стр. 1322—1327.
5. Фоменко А. Т. Авторский инвариант русских литературных текстов // Методы количественного анализа текстов нарративных источников.- М.: Институт истории СССР (АН СССР).- 1983.- стр. 86-109.
6. Фоменко А. Т. Информативные функции и связанные с ними статистические закономерности // Статистика. Вероятность. Экономика.- М: Наука.- 1985.- Т. 49.- стр. 335—342.- (Учёные записки по статистике).
7. Fedorov V.V., Fomenko A.T. Statistical Estimation of Chronological Nearness of Historical Texts // Journal of Soviet Mathematics.- 1986.- V. 32.- No. 6.- P. 668—675.
8. Фоменко А. Т., Морозова Л. Е. Некоторые вопросы статистической обработки источников с погодным изложением // Математика в изучении средневековых повествовательных источников.- М.: Наука.- 1986.- стр. 107—129.
9. Морозова Л. Е., Фоменко А. Т. Количественные методы в «макротекстологии» (на примере памятников «смуты» конца XVI — начала XVII в.) // Комплексные методы в изучении исторических процессов.- М.: Институт истории СССР (АН СССР).- 1987.- стр. 163—181.
10. Fomenko A.T. Empirico-statistical methods in ordering narrative texts / International Statistical Review.- 1988.- V. 56.- No. 3.- P. 279—301.
11. Калашников В. В., Носовский Г. В., Фоменко А. Т. Датировка Альмагеста по переменным звёздным конфигурациям // Доклады АН СССР.- 1989.- Т. 307.- № 4.- стр. 829—832.
12. Рачев С. Т., Фоменко А. Т. Функции объёмов исторических текстов и принцип амплитудной корреляции // Методы изучения источников по истории русской общественной мысли периода феодализма. М. Институт истории СССР. 1989. стр. 161—180.
13. Fomenko A.T., Kalashnikov V.V., Nosovsky G.V. When was Ptolemy’s star catalogue in Almagest compiled in reality? Statistical analysis // Acta Applicandae Mathematicae.- 1989.- V. 17.- P. 203—229.
14. Fomenko A.T. Mathematical Statistics and Problems of Ancient Chronology/ A new Approach // Acta Applicandae Mathematicae.- 1989.- V. 17.- P. 231—256.
15. Калашников В. В., Носовский Г. В., Фоменко А. Т. Статистический анализ звёздного каталога «Альмагеста» // Доклады АН СССР.- 1990.- Т. 313.- № 6.- стр. 1315—1319.
16. Fomenko А. Т., Rachev S. Т. Volume functions of historical texts and the amplitude correlation principle // Computers and the Humanities, 1990, — V. 24, — P. 187—206.
17. Fomenko А. Т., Kalashnikov V. V., Nosovsky G. V. The dating of Ptolemy’s Almagest based on the coverings of the stars and on lunar eclipses // Acta Applicandae Mathematicae. — 1992. — V. 29. — P. 281—298.
18. Калашников В. В., Носовский Г. В., Фоменко А. Т. Геометрические статистические и точностные свойства звездного каталога «Альмагеста» и его частей: Датировка по собственным движениям звезд // На рубежах познания вселенной / Историко-астрономические исследования / Ред. А. А. Гурштейн. — М. — ТОО Янус, 1994. — С. 142—163.
19. Носовский Г. В., Фоменко А. Т. Математико-статистические модели распределения информации в исторических хрониках // Математические вопросы кибернетики. Вып. 6. — М.: Наука, 1996. c.71-116.
20. Келлин Н. С., Носовский Г. В., Фоменко А. Т. «Вопрос о подлинности „Древней Российской истории“ М. В. Ломоносова. Ломоносов или Миллер?» — Вестник Московского Университета. Серия 9: Филология. No.1, 1999, с.116-125.